# Warnamt

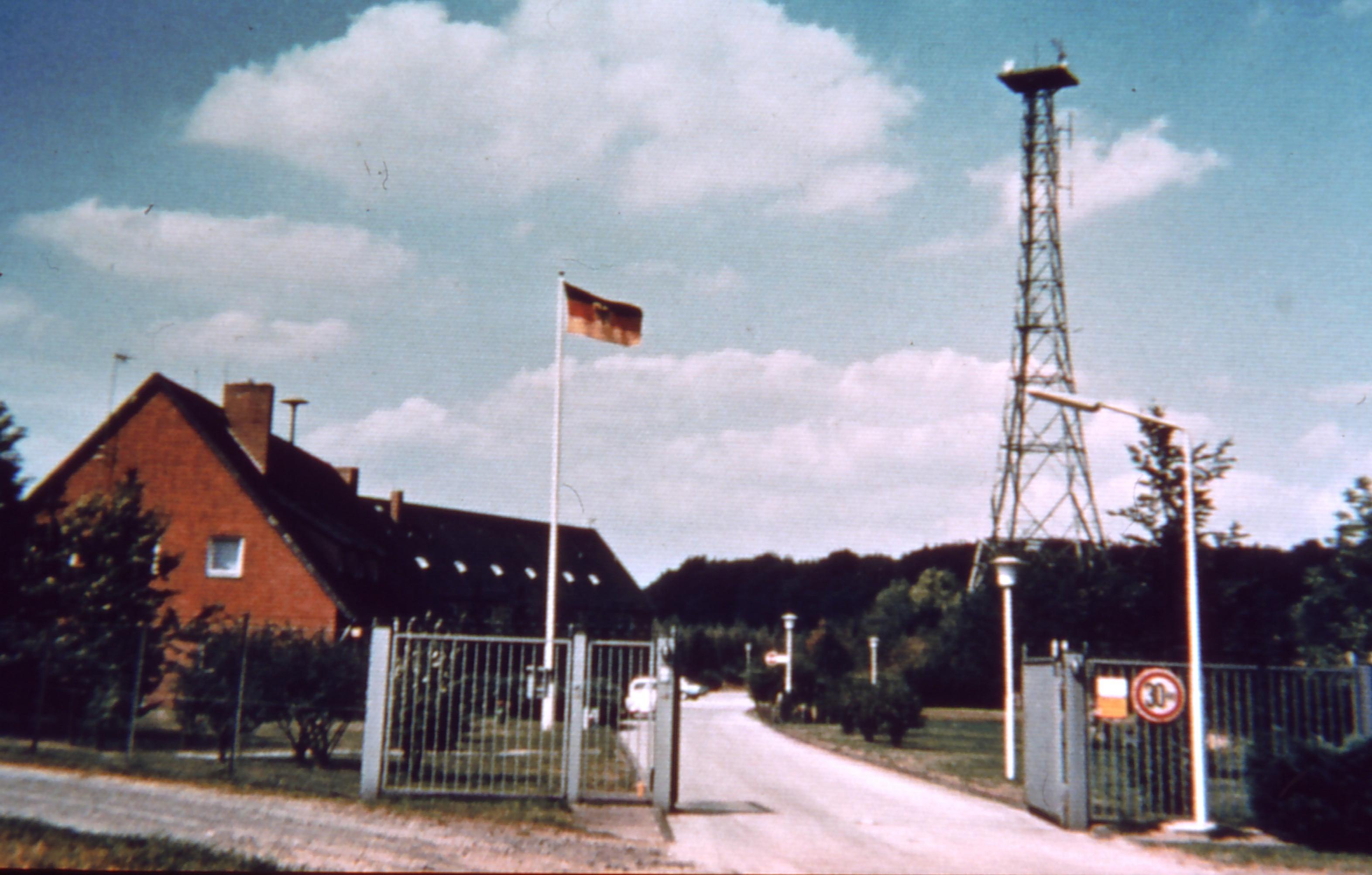
Haupteingang des Warnamtes II in Bassum

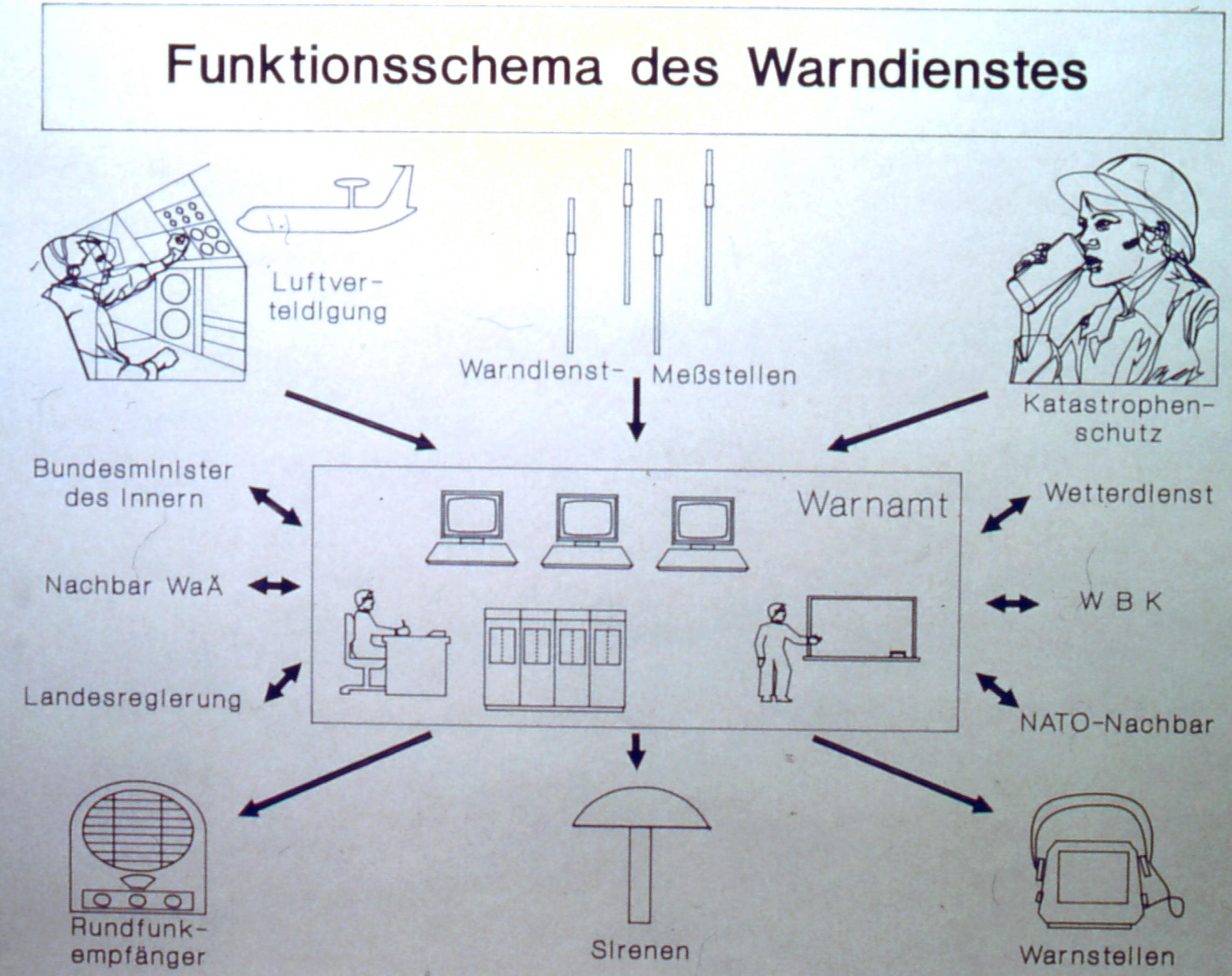
Funktionsschema des Warndienstes

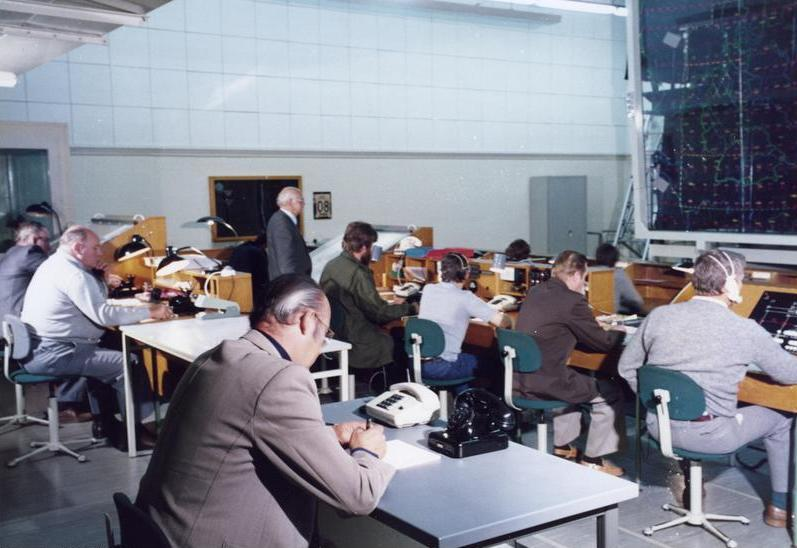
Lageraum im Warnamt V in Linnich (1984)

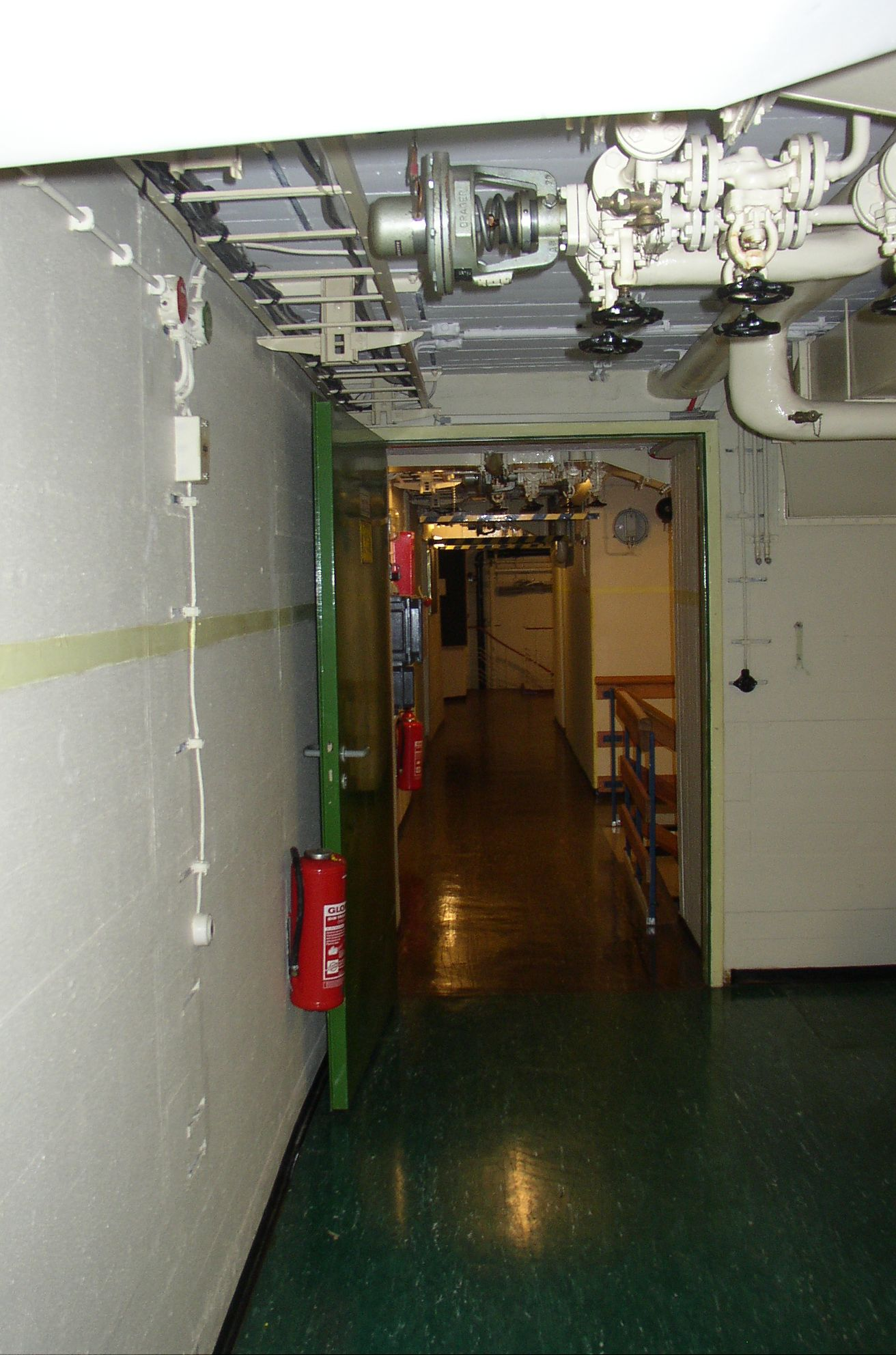
Flur im Bunker des Warnamtes I

Warnämter waren in der Bundesrepublik Deutschland bis in die 1990er Jahre mit der Warnung der Bevölkerung  vor Gefahren im Frieden und Verteidigungsfall betraut. Sie gehörten zum Zivilschutz.
Hinter dem Begriff Warnamt Eifel verbirgt sich der verbunkerte Ausweichsitz der nordrhein-westfälischen Landesregierung bei Kall. Dieser steht in keiner Verbindung mit der Organisation der Warnämter des Zivilschutzes.

## Aufgaben
Die Warnämter unterstanden dem Bundesamt für Zivilschutz und fielen wie der gesamte Zivilschutz in den Geschäftsbereich des Bundesministers des Innern. Sie waren untere Bundesbehörden. Beim Warndienst konnte man als freiwilliger Helfer tätig werden. Eine mehrjährige Verpflichtung wurde als Wehrersatzdienst angerechnet. Da es aber nur wenige Warnämter gab, war es schwer, eine solche Verpflichtung bei Umzug einzuhalten.
Die Warnämter wurden 1957/58 infolge des immer bedrohlicher wirkenden Kalten Krieges gegründet. Davor war, seit dem Ende des Zweiten Weltkrieges, der aus dem Reichsluftschutzbund hervorgegangene Bundesluftschutzverband bzw. der Warn- und Alarmdienst des Luftschutzhilfsdienstes zuständig.  
Die Warnämter wurden Mitte der 1990er Jahre aufgelöst. Zunächst hielt man Einrichtungen für die Warnung der Bevölkerung größtenteils für verzichtbar. Ab 2000 wurden diverse Projekte zu Forschungszwecken eingerichtet, die sich zum Beispiel mit der Warnung mittels besonderer Funkuhren und ähnlicher Methoden befassten. Momentan erfolgt die Warnung der Bevölkerung über das MoWaS.
Mit „Gefahren“ waren zu Beginn nur militärische Gefahren wie Luftangriffe, Fernwaffenbeschuss (Artillerie) und in späterer Zeit auch Angriffe mit atomaren, biologischen oder chemischen Waffen gemeint (ABC-Waffen). Zur Abwehr atomarer Gefahren wurde vom Warndienst ein Messnetz zur Messung der Umweltradioaktivität aufgebaut. Dieses Ortsdosisleistungs-Messnetz (ODL-Messnetz) verfügte über ca. 1500 Messstellen. Nach der Auflösung der Warnämter ist dieses Messnetz am 1. Juli 1997 an das Bundesamt für Strahlenschutz übergegangen, wo es weiterhin unterhalten wird. Im Laufe der Zeit wurde der Gefahren-Begriff weiter gefasst: Der Warndienst sollte von nun an auch vor zivilen Gefahren (wie beispielsweise Schadstoffaustritten und anderem) warnen; ferner konnte zentral für mehrere Orte Feuer- beziehungsweise Katastrophenalarm ausgelöst werden. Dazu wurden neue Sirenensignale geschaffen. 
Die Wartung, der Bau und der Unterhalt von Sirenen und Leitungen war der Deutschen Bundespost übertragen, die auch für die Anmietung von Aufstellflächen für Warnanlagen zuständig war. 
Außer den Sirenen unterhielten die Warnämter das sogenannte Warnnetz. Dabei handelte es sich um eine Art Telefonanlage mit Rundspruchstellen, das heißt, die Warnämter konnten an alle bis zu 12.000 angeschlossenen sogenannten „Warnstellen“ Durchsagen machen. An das Warnnetz waren neben den Hauptverwaltungsbeamten und den Leitstellen auch bestimmte Betriebe angeschlossen, die durch Rechtsverordnung hierzu verpflichtet wurden.

## Lage
Die ehemals zehn Warnämter hatten ihren Sitz bei:
| 1. Nindorf (Koordinaten= 54° 7′ 11″ N, 9° 42′ 42″ O) 2. Bassum (Koordinaten= 52° 50′ 51″ N, 8° 41′ 24″ O) 3. Rodenberg (Koordinaten= 52° 18′ 23″ N, 9° 23′ 32″ O) 4. Meinerzhagen (Koordinaten= 51° 5′ 52″ N, 7° 40′ 2″ O) 5. Linnich-Welz (Koordinaten= 50° 57′ 31,5″ N, 6° 16′ 3,8″ O) 6. Butzbach-Bodenrod auf dem Donnerskopf (Koordinaten= 50° 23′ 46″ N, 8° 32′ 47″ O) 7. Weinsheim (bei Bad Kreuznach) (Koordinaten= 49° 49′ 39″ N, 7° 45′ 30″ O) 8. Rottenburg/Neckar (Koordinaten= 48° 27′ 20″ N, 8° 57′ 22″ O) 9. Ansbach-Claffheim (Koordinaten= 49° 14′ 51″ N, 10° 34′ 59″ O) 10. Weilheim (Koordinaten= 47° 55′ 21″ N, 11° 13′ 29″ O) |

Sie bestanden jeweils aus einem eingezäunten Gelände in abgelegener Lage mit Verwaltungsgebäude, Unterkunftsgebäude, Kommunikationsturm und dem Warnamtbunker. Die Gebäude waren so angeordnet, dass sie aus der Luft wie eine zivile Einrichtung aussahen. Die stark geschützten Bunker waren jeweils gleichartig aufgebaut und ermöglichten der Warnamtbelegschaft einen Aufenthalt von 30 Tagen ohne Kontakt zur Außenwelt. Heute sind die Liegenschaften in Privatbesitz oder werden zum Beispiel von der Bundespolizei oder dem THW genutzt.
Die Anlagen des Warndienstes waren als Zivilschutzeinrichtungen völkerrechtlich besonders geschützt.

## Messfahrzeug

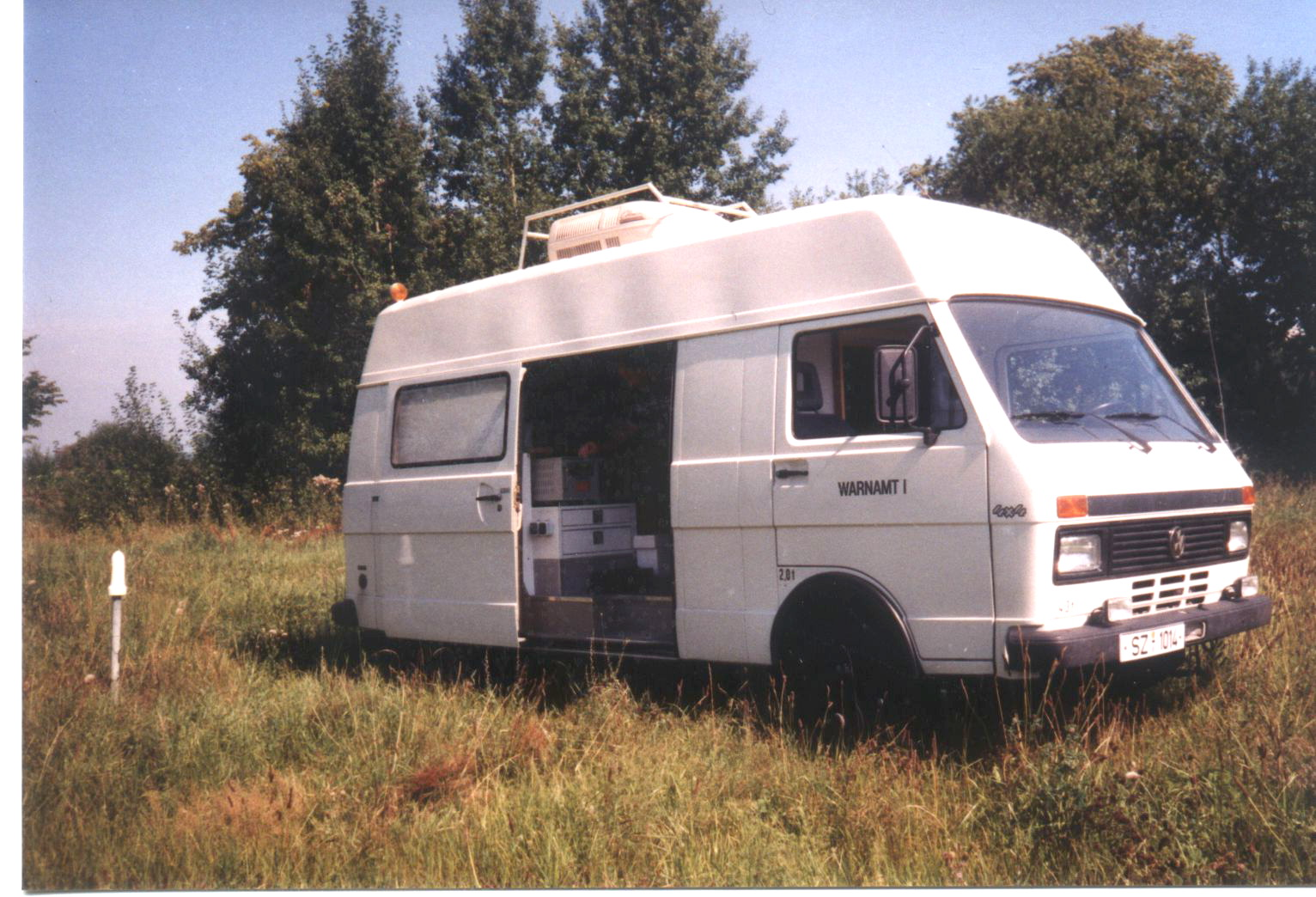
VW LT 40 4x4 Messfahrzeug des Warnamts I neben einer Sonde Type 3 des ODL-Messnetzes

Jedes der zehn Warnämter verfügte seit 1990 über allradangetriebene Messfahrzeuge, die mit Helium-gekühlten Germanium-Halbleiterdetektoren ausgerüstet waren. Die Kühlung erfolgte mit Hilfe eines Kryogenerators, der den Detektor auf 70 Kelvin abkühlte und von einem Stromerzeuger versorgt wurde. Der Stromerzeuger mit 5000 Watt Leistung versorgte außerdem das Messsystem, ein spezielles Heiz- und Lüftungssystem für den Kühlkompressor, und die Operationsraum-Klimatisierung. Der Detektor war fest mit dem Fahrzeug verbunden und wurde über eine Mechanik nach hinten herausgefahren. Horizontal angebrachte Bleiringe um den Kristall sorgten dafür, dass speziell die Gammastrahlung des Bodens unter dem Detektor gemessen wurde. Der angeschlossene Vielkanalanalysator konnte 4000 Kanäle auflösen. Mit diesen Fahrzeugen wurde das Spektrum der Gammastrahlung mobil gemessen. Die Nuklidbibliothek, mit der die einzelnen Nuklide identifiziert werden konnten, beinhaltete 60 Radionuklide (36 Spaltprodukte, 17 Aktivierungsprodukte und 7 natürliche Gammastrahler) und war damit in der Lage, die Nuklide aller erdenklichen Kontaminationsszenarien aufzulösen. Im Falle einer radioaktiven Kontamination sollten so die Nuklide vor Ort schnell und präzise bestimmt werden, um entsprechende Vorsorgemaßnahmen ergreifen zu können. Nach der Auflösung der Warnämter sind die Fahrzeuge an das Bundesamt für Strahlenschutz gegangen. Heute ist in jedem der sechs Messnetzknoten des ODL-Messnetzes ein entsprechendes Fahrzeug (VW T5) vorhanden.